# أرخالق

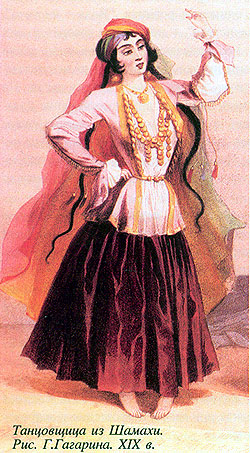
راقصة من القرن التاسع عشر من شماخي ترتدي أرخاليج

الأرخالق هو جزء من الزي التقليدي للرجال والنساء لشعوب القوقاز وإيران.
الأرخالق هو سترة طويلة ضيقة الخصر مصنوعة من أنواع مختلفة من الأقمشة، مثل الحرير ونسيج الأطلس والقماش والكشمير والمخمل، وتعتمد تقليديًّا على الوضع الاجتماعي لصاحبها. يمكن أن يكون ذكر الأرخالق أحادي الصدر (مُجهز بخطافات [الإنجليزية]
) أو مزدوج الصدر (مُجهز بأزرار). في الطقس البارد، تُوضع جوخة فوق الأرخالق. غالبًا ما تكون الأرخالق الأنثوية مزخرفة ولها أكمام طويلة ضيقة تتسع عند المعصمين. يمكن أن يتضمن الأرخالق الأنثوي أيضًا قائمة من الفراء على طول الحواف، ودانتيلًا وزخارف منقوشة، أو يمكن تزيينه بتطريز ذهبي.
في الأرخالق، هناك أكمام حقيقية، إما مقطوعة سادة، أو سادة حتى الكوع ثم مشقوقة حتى الرسغ أو، في النوع المسمى ليلوفر (باللغة الفارسية، نيلوفار التي تعني الزنبق)، متوهجة من الكوع مثل جرس الزنبق ومزينة بـ 4 إضافية سم من البطانة من الداخل.

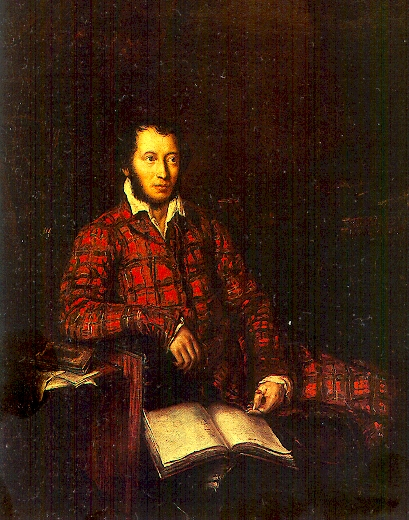
بوشكين في أرهاليك، 1839

في الإمبراطورية الروسية، كان يُطلق عليه اسم أرخالوك أو أرهاليك وكان يُستخدم كملابس غير رسمية للرجال في الطريق أو المنزل.

## ملحوظات
1. ↑  الأرمنية: արխալուղ، الأذرية: arxalıq، الجورجية: ახალუხი، الفارسية: ارخالق.